# Zwaagdijk-West
Zwaagdijk-West is een dorp in de gemeente Medemblik, in de Nederlandse provincie Noord-Holland. Het dorp heeft 600 inwoners (1 januari 2023).
Zwaagdijk-West en Zwaagdijk-Oost vormen samen Zwaagdijk. Zwaagdijk-West ligt net ten noorden van Hoorn en Zwaag en ten zuiden van Wognum en Nibbixwoud.
Het is een vooral agrarisch gerichte plaats, de dichtbevolkte kern van bewoning ligt net ten oosten van de spoorlijn Hoorn-Medemblik. Het belangrijkste gebouw in de plaats is De Wildebras, waar diverse culturele activiteiten worden gehouden en sporten als tafeltennis en biljarten worden bedreven.
Tot 1 januari 2007 behoorde Zwaagdijk-West tot de gemeente Wognum, die zelf is opgegaan in de gemeente Medemblik. Sinds 1 januari 2011 vallen Zwaagdijk-West en Zwaagdijk-Oost weer onder één gemeente, de gemeente Medemblik.
Op 15 november 2011 heeft het college van burgemeester en wethouders van de gemeente Medemblik heeft besloten om aan Zwaagdijk-West, dat tot dan de woonplaatsnaam Zwaagdijk had, per 1 december 2011 officieel de woonplaatsnaam Zwaagdijk-West te geven.

## Galerij

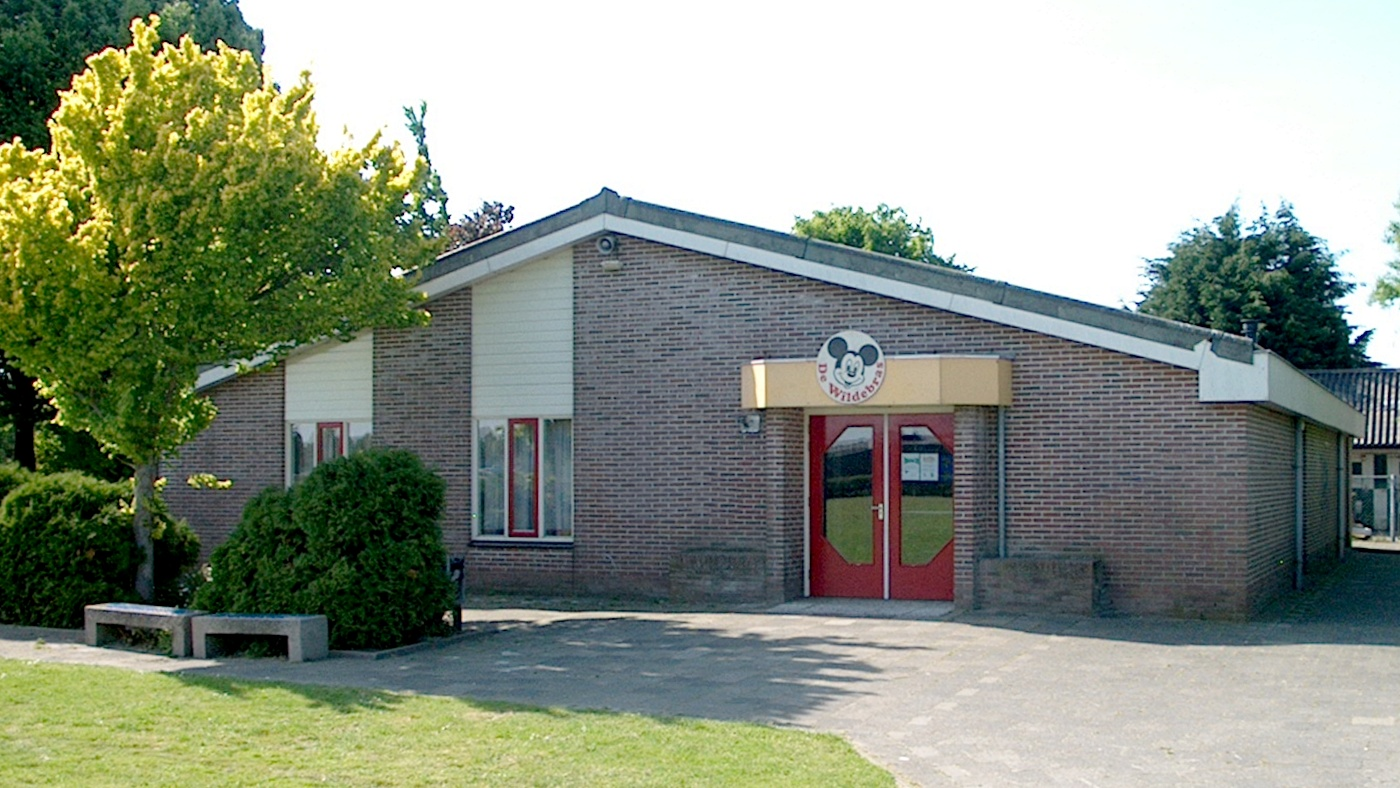
Dorpshuis "De Wildebras"
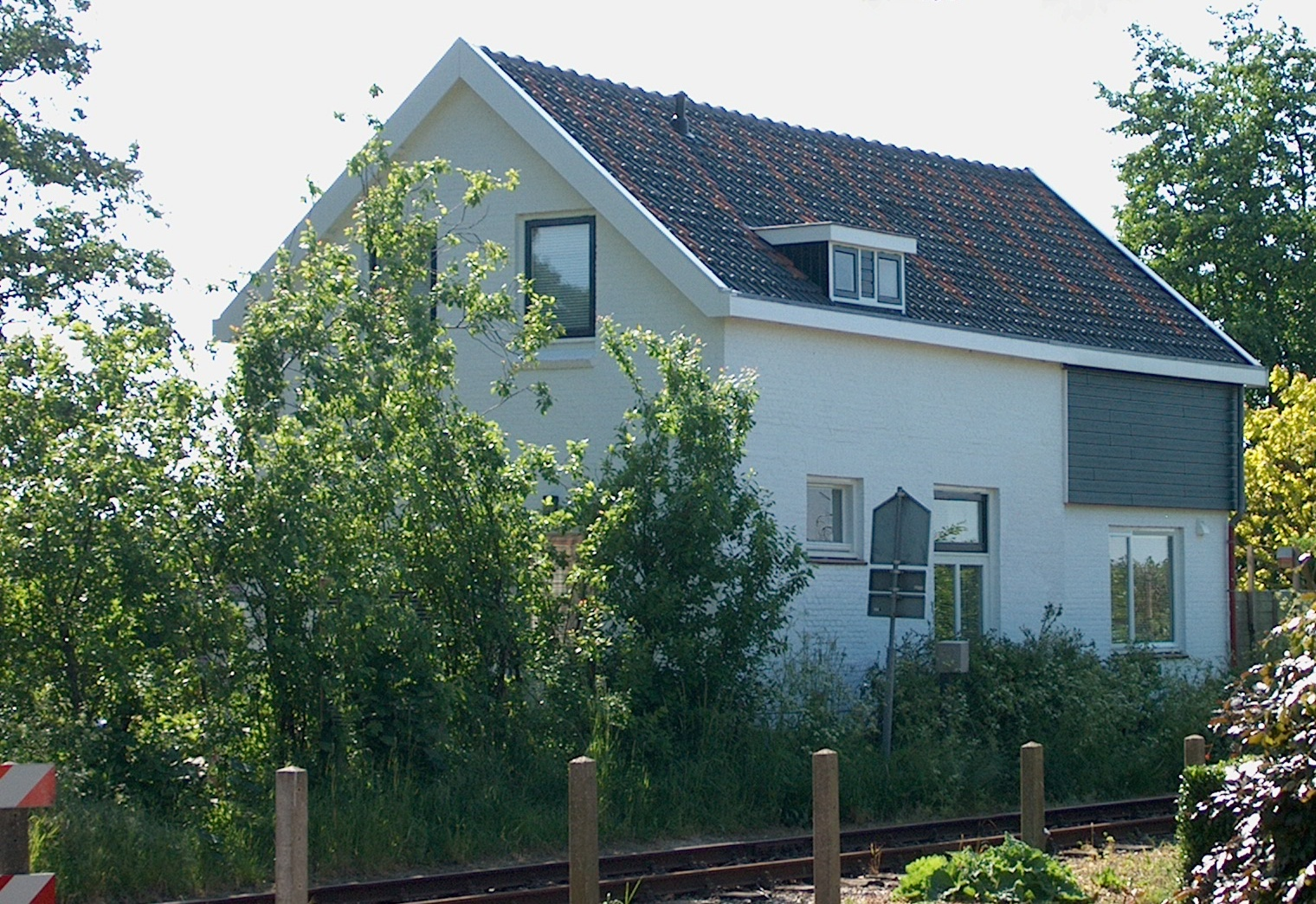
Voormalig stationsgebouw van de HN